# Майстри Львівської школи скульптури
Майстри Львівської школи скульптури — список представників Львівської школи скульптури.

## А
- Анжей Альбрехт

## Б
- Баронч Тадей  (24 березня 1849, Львів — 12 березня 1905, там само)

## В
- Війтович Петро  (10 червня 1862, Перемишль — †1936, Львів)

## Г
- Томас Гуттер (1696—1746)
- Гартман Вітвер (1774 Імст — 9 липня 1825, Львів) — скульптор доби класицизму

## Е
- Евтельє Павло (1804—1889, м. Львів)

## К
- Конрад Кутшенрайтер (? — бл. 1746), тесляр і помісник скульпторів

## М
- Георг Маркварт (рік нар. невід. — 1748 р.)
- Юліан Марковський  (1846 — 13 січня 1903, Львів)
- Михайло Макович (1862 — 22 травня 1920 Львів)
- Леонард Марконі (6 жовтня 1835 Варшава — 1 квітня 1899, Львів) — скульптор доби історичних стилів

## О
- Франциск Оленський (бл. 1745, Львів — наприкінці квітня 1792) — львівський скульптор доби рококо
- Антон Осинський (бл. 1720 — бл. 1765) — львівський скульптор доби рококо.

## П
- Іван Георгій Пінзель  (пом. 1761) — скульптор доби рококо
- Іван Полейовський (бл. 1720 — після 1806) — скульптор доби рококо
- Матвій Полейовський (бл. 1720 — після 1806) — скульптор і архітектор доби рококо
- Петро Полейовський (1734—1776) — львівський архітектор доби рококо, брат Івана і Матвія Полейовських
- Антон Попель (16 червня 1865 — 7 липня 1910, Львів) — скульптор доби еклектики, педагог польського походження
- Йоган (Ян) Пфістер (1573 Вроцлав — 1648) — скульптор доби бароко, в творчому доробку — металеві саркофаги родини Сенявських з костелу Бережанського замку

## Ф
- Томас Фершер (пом. не раніше 1766) — скульптор і архітектор німецького походження
- Себастьян Фесінґер (пом. 1769) — скульптор і архітектор німецького походження
- Філевич Михайло (пом. 1804) — скульптор, працював у Львові до 1777 р.
- Парис Філіппі (19 ст.) — скульптор доби історичних стилів

## Ш
- Антон Штиль (пом. 4 листопада 1769) — львівський скульптор доби бароко і рококо, учень Пінзеля
- Йозеф Штиль — львівський скульптор, ймовірно, брат Антона
- Шімзер Йоан-Баптіст (1793 — 1856, Львів) — львівський скульптор австрійського походження доби класицизму